# Торговый дом Московского купеческого общества
Торговый дом Московского купеческого общества — здание в Москве, построенное в стиле рационального модерна архитектором Ф. О. Шехтелем в 1909—1911 годах. Находится по адресу Малый Черкасский переулок, дом 2. Объект культурного наследия федерального значения.

## История

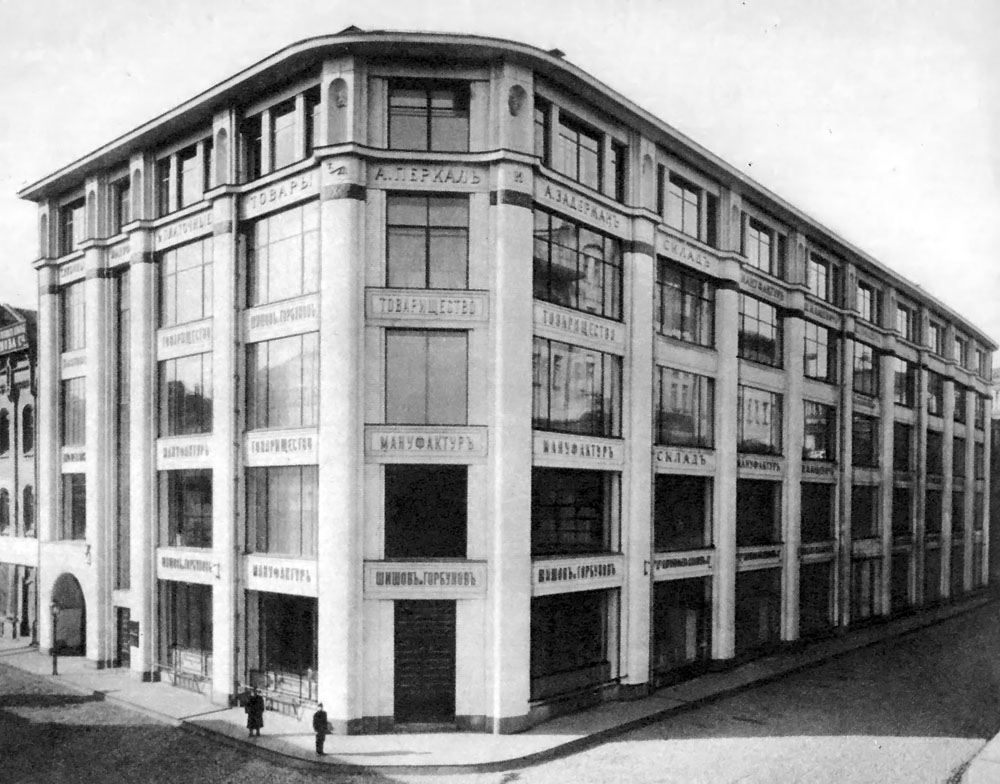
Здание вскоре после постройки

На месте современного здания на углу Малого Черкасского переулка и Новой площади с XVII века располагалось подворье Ярославского Спасо-Преображенского монастыря. Во второй половине XVIII века в арендованных у подворья помещениях была открыта Никольская аптека Готлиба Гильдербрандта. В 1777 году он построил для аптеки здание с угловой полуротондой, которое было уничтожено пожаром 1812 года и после восстановлено. Московское купеческое общество купило этот дом в 1883 году.
Новый дом построен архитектором Фёдором Осиповичем Шехтелем в 1909—1911 годах. Здание являлось конторским и предназначалось для сдачи в аренду членам общества. Помещения в доме арендовали «Торговый дом Кнопп», Товарищество «И. В. Щукин с сыновьями» и другие компании. Реклама арендаторов размещалась над окнами.
В 1920—30-х годах в здании располагался Народный комиссариат здравоохранения.
До начала 1990-х в здании располагалось Центральное Статистическое  Управление РСФСР (с 1987 переименовано в Государственный комитет по статистике РСФСР).

## Описание
Здание выстроено в стиле рационального модерна, и в его облике можно рассмотреть элементы будущих конструктивизма и формализма. В основе композиции фасада лежат ритмически меняющиеся вертикальные и горизонтальные членения в виде больших окон и полуэллипсовидных вертикальных неордерных пилястр. Занимающие большую часть плоскости фасада окна стали возможны благодаря использованию каркасной конструкции здания. Расположенные между окнами вертикальные пилястры на уровне четвёртого этажа украшены металлическими полосами с рельефом и увенчаны на последнем этаже арочными нишами, в которых располагаются скульптурные античные маски. Последний, пятый этаж немного меньше по высоте, здание завершается карнизом с закруглениями на углах.